# Distrikt Veintiséis de Octubre
Der Distrikt Veintiséis de Octubre (Veintiséis de Octubre spanisch für „26. Oktober“)  liegt in der Provinz Piura der Region Piura in Nordwest-Peru. Der Distrikt hat eine Fläche von 71,4 km². Beim Zensus 2017 lebten 165.779 Einwohner im Distrikt. Verwaltungssitz ist San Martín. Die 6 km westlich vom Stadtzentrum von Piura gelegene Stadt ist deckungsgleich mit dem Distrikt. Der Distrikt entstand am 15. Januar 2013 aus Teilen des Distrikts Piura.

## Geographische Lage
Der Distrikt Veintiséis de Octubre liegt im zentralen Westen der Provinz Piura. Er bildet den westlichen Teil der Metropolregion Piura. Im Westen grenzt der Distrikt an den Distrikt Miguel Checa (Provinz Sullana), im Norden und Osten an den Distrikt Piura sowie im Süden an den Distrikt Catacaos. Der Distrikt liegt in der ariden Küstenregion von Nordwest-Peru auf einer Höhe von etwa 36 m.